# Борщевик шероховатоокаймлённый
Борщевик шероховатоокаймлённый, или борщевик шероховато-окаймлённый (лат. Heracleum trachyloma) — травянистое растение, вид рода Борщевик (Heracleum) семейства Зонтичные (Apiaceae), распространенный в Южном Закавказье и Анатолии.
Впервые описан немецко-российским ботаником Федором Фишером в 1835 году в 10 томе журнала «Linnaea» по материалам, собранным Иоганном Совичем в Армении.

## Ботаническое описание
Травянистое растение 1-1.5 м в высоту.
Стебель глубоко бороздчато-ребристый, густо и оттопырено опушенный.
Нижние листья перисто-сложные из 2-3 пар боковых сегментов. Первая пара на черешочках, остальные — сидячие. Боковые сегменты яйцевидные или яйцевидно-продолговатые, неравнобокие, глубоко, перисто и выемчато надрезанные на яйцевидные или яйцевидно-продолговатые заостренные дольки. Конечный сегмент почти округлый, глубоко надрезанный на яйцевидно-продолговатые доли, последние в свою очередь более или менее глубоко, выемчато и перисто надрезанные на яйцевидные заостренные дольки. Верхние листья уменьшенные с расширенным опушенным влагалищем.
Зонтики крупные, многолучевые. Лучи зонтика и зонтичков оттопырено опушенные. Листочки обертки ланцетные, листочки оберточки ланцетно-яйцевидные, по краю реснитчато опушенные. Цветки белые, завязь густо и оттопырено опушенная, зубцы чашечки ясно заметные, внешние лепестки краевых цветков увеличенные. 
Плодики 7-11 мм в длину и 5-7 мм в ширину, обратнояйцевидные или округло-обратнояйцевидные, опушенные.

## Распространение и экология
Закавказский и анатолийский вид. Распространен практически на всей территории Армении, в Азербайджане (регионы Карабах, Ленкорань, Нахичевань) и Северо-Восточной Турции (регионы Ризе, Карс и Эрзурум).
Произрастает в скалистых местностях, вдоль ручьев, на лугах и в горных лесах.

## Химический состав
В корнях, листьях, цветках и плодах борщевика шероховатоокаймленного содержатся эфирные масла (1.06-1.17, 2.09-2.29, 2.71-3.11 и 9.2-9.6 процентов на сухой вес, соответственно). В эфирных маслах листьев содержится анетол.
Вегетативная масса борщевика шероховатоокаймленного содержит 10.01% золы и от 3.56% жира.
Содержит вещества из группы фуранокумаринов, из которых константными являются псорален, ксантотоксин, императорин и феллоптерин.

## Применение
Кормовое растение. Вид изучался в качестве силосной культуры наравне с борщевиком Сосновского.
Используется в пищу. В местах своего произрастания борщевик шероховатоокаймленный долгое время являлся промышленным растением, которое заготавливалось ежегодно по несколько сотен тонн. Местное население засаливало, заквашивало или зажаривало в масле черешки листьев этого растения, а также употребляло их в свежем виде.
Хороший медонос. Нектаропродуктивность с одного растения составляет 15.90 г.
Может служить источником анетола.
Используется в медицине.